# Касаткин, Вячеслав Иванович
Вячеслав Иванович Касаткин (род. 2 сентября 1996, Краснодар) — российский гандболист, линейный гандбольного клуба ЦСКА и сборной России.

## Биография
В детстве занимался вольной борьбой на протяжении шести лет. Стал чемпионом Краснодарского Края в своей весовой категории в 2006 году. Начал заниматься гандболом в ГУДОД ДЮСШ КК в возрасте 13 лет в 2010 году под руководством заслуженного тренера России Леонида Милиди.
В 2015 году, будучи капитаном молодёжной сборной России по пляжному гандболу, стал чемпионом Европы. В том же году вошёл в состав клуба СКИФ. В сезоне 2015/16 стал бронзовым призёром чемпионата России и обладателем Кубка России. В сезоне 2017/18 Касаткин отыграл более половины сезона в составе СКИФа, но ближе к концу сезона перешёл в состав ставропольского «Динамо-Виктор».
Летом 2020 года заключил контракт на год с румынским «Васлуем». По окончании сезона 2020/21 перешёл в словацкий гандбольный клуб «Татран» Прешов на 2 года] и завоевал золотые медали чемпионата Словакии.
В июле 2024 года перешёл в ЦСКА.